# مستشفى فولتيرا للأمراض النفسية
مستشفى فولتيرا للأمراض النفسية ((بالإيطالية: Ospedale Psichiatrico di Volterra)‏) وهو مستشفى للأمراض النفسية سابقاً، يقع في مدينة فولتيرا داخل أقليم توسكانا الإيطالي. تأسس المستشفى عام 1887، عُرف عنه بمعالجته الوحشية واللا آدمية للسجناء. بقي مفتوحًا حتى عام 1978، إلى أن تم إغلاقه  بإقرار قانون 180، الذي صدر بإغلاق جميع مستشفيات الأمراض النفسية الموجودة هناك. ومع ذلك، في 9 تشرين الثاني (نوفمبر) 2018، أعيد فتحه للجمهور وسيُستخدم مرة أخرى للأغراض النفسية.
تم إنتاج لعبة فيديو من نوع رُعب نفسي عام 2016 "ذا تاون أوف لايت" وتدور أحداث اللعبة بذات المستشفى في إطار خيالي.